# 索斯尼
49°21′35″N 28°4′23″E / 49.35972°N 28.07306°E
索斯尼（烏克蘭語：Сосни），是烏克蘭的村落，位於該國西南部文尼察州，由文尼察區負責管轄，始建於1230年，面積0.17平方公里，海拔高度272米，2001年人口976，人口密度每平方公里5,707.6人。